# Фудбалска репрезентација Колумбије
Фудбалска репрезентација Колумбије (шп. Selección de fútbol de Colombia) национални је фудбалски тим који представља Колумбију на међународним такмичењима и под контролом је Фудбалског савеза Колумбије. Члан је КОНМЕБОЛ-а.
Од 1980-их национални тим представља симбол борбе против негативне репутације коју има држава Колумбија. Ово је учинило спорт популарним у Колумбији и национални тим симболом национализма, поноса и страсти за Колумбијце широм свијета. Навијачи Колумбије познати су по страственом навијању.
Најуспјешнији период у историји колумбијског клупског фудбала биле су 1990-е године. Побједа над Аргентином резултатом 5:0 године 1993. означила је и почетак посебног фудбалског ривалства између двије нације. Тадашње звијезде тима били су голман Рене Игуита, Карлос Валдерама и Фаустино Асприља. Током те ере, Колумбија се пласирала на три Свјетска првенства — 1990, 1994. и 1998, а групну фазу прошли су само на првенству 1990. године. Након убиства Андреса Ескобара у љето 1994. долази до резултатског пада који је трајао све до краја 1990-их година. Године 2001. Колумбија се враћа у врх свјетског фудбала освајањем титуле Копа Америке забиљеживши све побједе без примљеног гола. Била је то њихова прва титула континенталног првака, а прије тога играли су једно финале 1975. против селекције Перуа, те укупно 7 полуфинала. Колумбија је прва репрезентација која је освојила Фифину награду за „највећи успон године” 1993, а освајањем исте награде 2012, постала је тек друга репрезентација на свијету која је то признање освојила двапут (поред репрезентације Хрватске).
Колумбија је пропустила сва три Свјетска првенства од 2002. до 2010. Током квалификација за Свјетско првенство 2014. године, Колумбија је ушла у топ 10 на Фифиној ранг листи, први пут након 2002. године. Након 16 година паузе, Колумбија се вратила на Свјетско првенство 2014. године, гдје је стигла до четвртфинала, што јој је уједно био и највећи успјех на Свјетским првенствима у дотадашњој фудбалској историји. Везни фудбалер Колумбије, Хамес Родригез, проглашен је за најбољег стријелца (са шест постигнутих голова) и награђен за најбољи гол Свјетског првенства 2014. године.
На Свјетском првенству 1962. Колумбијци су успјели да у групној фази стигну предност Совјетског Савеза од 4:1 и окончају утакмицу неријешеним исходом 4:4, а један од та четири гола постигнут је директно из корнера, што је једини такав гол у историји свјетских првенстава.

## Историја

### 1938—1961: Почетне године
Прву званичну утакмицу репрезентација Колумбије одиграла је на Средњоамеричким и Карипским играма 1938. године, а окосницу националног тима чинили су играчи клуба Хувентуд Боготана.
Прву утакмицу одиграли су 10. фебруара 1938. у Панами против репрезентације Мексика и поражени су резултатом 1:3. Једини стријелац за Колумбијце био је Маркос Мехија док су поготке за Мексико дали Луис Аргуељес, Луис де ла Фуенте и Орасио Касарин. Колумбија је у наставку забиљежила по двије побједе и пораза и освојила је бронзану медаљу. Исте године наступали су на Боливарским играма у Боготи које су с једном побједом и три пораза завршили као четврти. Селектор у том периоду био је Аргентинац Фернандо Патерностер, први странац на клупи Колумбије и уједно други селектор у историји те земље.
Након тога услиједила је пауза од скоро седам година, а на међународну сцену Колумбија се враћа 1945. године дебитантским наступом на првенству Јужне Америке, које су завршили на петом мјесту. Овога пута репрезентацијом су доминирали фудбалери Јуниор де Баранкиље, изузев Антониа де ла Хозе (играо за Спортинг Баранкила) и Педра Рикарда Лопеза (играо за Бока Јуниорс де Кали). Роберто Мелендез је био играч-тренер на том првенству.
Прву утакмицу у професионалној ери, Колумбија је играла на првенству Јужне Америке, 6. априла 1949; поражени су 3:0 од Парагваја, а функцију селектора током првенства обављао је Аустријанац Фридрих Доненфелд, који је у Колумбију дошао током Другог свјетског рата. Колумбија је на првенству остварила два ремија и пет пораза, завршивши на посљедњем, осмом мјесту.
Након што су се повукли из квалификација за Свјетско првенство 1938, Колумбијци су због контроверзне ере назване „Елдорадо” избачени из квалификација за Свјетско првенство 1954. године. „Елдорадо” је ера колумбијског фудбала од 1949. до 1954. када је колумбијска лига постала професионална и одвојила се од фудбалског савеза и ФИФЕ; ФИФА је Колумбију казнила суспензијом клубова и репрезентације с међународних такмичења. Након паузе, Колумбија је учествовала у квалификацијама за Свјетско првенство 1958. у Шведској гдје се такмичила у групи са селекцијама Парагваја и Уругваја. Први меч у квалификацијама, одигран 16. јуна 1957. у Боготи, против Уругваја завршен је неријешеним резултатом 1:1. Потом је услиједио пораз од Парагваја резултатом 2:3, такође у Боготи, а затим и два везана гостујућа пораза од истих ривала, од Уругваја 1:0 и од Парагваја 3:0, те су квалификације завршили на посљедњем мјесту у групи. На првенству Јужне Америке 1957. Колумбија је доживјела најубједљивији пораз у историји — изгубила је од Бразила резултатом 9:0.

### 1962—1989: прво Свјетско првенство
У квалификацијама за Свјетско првенство 1962, Колумбија је у Боготи побиједила Перу 1:0, док је у узвратној утакмици играној у Лими било 1:1 и Колумбија се тако, по први пут у историји, пласирала на Свјетско првенство. На Свјетском првенству 1962. Колумбија је била у групи с Уругвајем, Совјетским Савезом и Југославијом. У првој утакмици првенства изгубили су од Уругваја 2:1; стријелци за Уругвај били су Луис Кубиља и Хорхе Сасија, док је Франсиско Зулуга дао гол за Колумбију. У другом мечу, Колумбија је губила од Совјетског Савеза 4:1, али је дошла до 4:4, освојивши први бод на Свјетском првенству. Маркос Коли постигао је гол из корнера, што је једини такав гол у историји Свјетских првенстава. У посљедњем мечу групе, Југославија је побиједила Колумбију 5:0, па су тако Колумбијци свој дебитантски наступ на свјетским првенствима окончали на посљедњем мјесту у групи са само једним освојеним бодом.
На првенству Јужне Америке 1963. Колумбија је такмичење завршила на посљедњем мјесту, освојивши један бод против Перуа, 1:1. У квалификацијама за Свјетско првенство 1966. надметали су се у групи са Чилеом и Еквадором. Остварили су једну побједу, против Чилеа резултатом 2:0, и три пораза, а најубједљивији пораз од 2:7 доживјели су од Чилеа. За првенство Јужне Америке 1967, игране су квалификације. Колумбија је први меч изгубила 5:2 од Чилеа, док је у Боготи било 0:0 и Колумбија није учествовала на завршном турниру. На почетку квалификација за Свјетско првенство 1970. Колумбија је у Боготи побиједила Венецуелу 3:0, док је у узвратној утакмици с истим ривалом играној у Каракасу одиграла 1:1. У преостале четири утакмице уписана су четири пораза, од Бразила и Парагваја што је на крају било довољно за претпосљедње, треће мјесто у групи. Колумбија је тако пропустила да се квалификује за Свјетско првенство. У квалификацијама за Свјетско првенство 1974. Колумбија је била у групи с Уругвајем и Еквадором. Прва три меча одиграли су неријешено, а иако су у посљедњој утакмици побиједили Уругвај у Монтевидеу резултатом 1:0, Уругвајци су се пласирали на свјетско првенство захваљујући бољој гол-разлици (иако су обје селекције имале исти број бодова).
Добру форму Колумбијци су показали и на Копа Америци 1975. године. Првенство Јужне Америке није одржавано од 1967, а 1975. преименовано је у Копа Америка. Колумбија је у првој рунди била у групи с Парагвајем и Еквадором и остварила је све четири побједе. У полуфиналу побиједили су Уругвај са 3:0 у Боготи, а иако је Уругвај у Монтевидеу славио с 1:0 Колумбија се пласирала у своје прво финале Копа Америке. У финалу је противник била селекција Перуа. У првом сусрету у Боготи било је 1:0 за домаћине, Перуанци су славили на домаћем терену у Лими са 2:0, а у трећем одлучујућем мечу који је игран на неутралном терену у Каракасу, Перу је славио минималним резултатом и тако постао нови јужноамерички првак. Након великог успјеха постигнутог на континенталном првенству Колумбија је резултатски лоше окончала наредне квалификације за Свјетско првенство 1978. и с укупно два освојена бода није успјела да се квалификује за завршни турнир који се играо у Аргентини. На Копа Америци 1979. Колумбија је била у групи са Чилеом и Венецуелом. Побиједили су Чиле (1:0) и Венецуелу (4:0) на домаћем терену, док су као гости ремизирали с Венецуелом (0:0) и изгубили од Чилеа (2:0). Колумбија је завршила с истим бројем бодова као Чиле, али је Чиле прошао у полуфинале због боље гол-разлике. Лоша серија Колумбије настављена је и у квалификацијама за Свјетско првенство 1982, завршили су квалификације као и четири године раније са по два ремија и пораза. На Копа Америци 1983. играли су у групи с Перуом и Боливијом. Стартовали су побједом 1:0 на гостовању Боливији, али су у наставку остварили два ремија и пораз и завршили су на другом мјесту, иза Перуа. У квалификацијама за Свјетско првенство 1986. Колумбија је била у групи с Аргентином, Перуом и Венецуелом. Групу су завршили на трећем мјесту и пласирали се у плеј-оф. У доигравању су играли с Парагвајем од ког су изгубили у првом мечу у Асунсиону са 3:0, а побједа од 2:1 на домаћем терену у Боготи није била довољна за пласман на Мундијал у Мексику. Након новог неуспјеха у квалификацијама за Свјетско првенство, Колумбија је на Копа Америци 1987. успјела да прође групну фазу такмичења, али је у полуфиналу поражена од Чилеа 2:1 након продужетака. У мечу за треће мјесто резултатом 2:1 савладана је Аргентина. На Копа Америци 1989. нису поновили резултат од прије двије године и такмичење су завршили у групној фази.

### 1990-те: златно доба
Квалификације за Свјетско првенство 1990. Колумбија је окончала освајањем првог мјеста у групи с Парагвајем и Еквадором, али је због најслабијег учинка међу три побједника група јужноамеричких квалификација морала играти додатни меч с побједником квалификација из зоне Океаније. Противник у баражу била је селекција Израела; Колумбијци су славили са 1:0 на домаћем терену, а реми без голова у узвратној утакмици играној у Рамат Гану био је довољан за пласман на Свјетско првенство у Италији. На том свјетском првенству Колумбијци су се такмичили у групи с Југославијом, Западном Њемачком и Уједињеним Арапским Емиратима. У првом мечу Колумбија је савладала Уједињене Арапске Емирате са 1:0, потом је услиједио пораз од Југославије са 1:0, а неријешен исход меча са Западном Њемачком у посљедњем колу обезбиједио је Колумбијцима пласман у осмину финала првенства. У осмини финала Колумбија је поражена од Камеруна резултатом 2:1 након продужетака. Након доброг учинка на Свјетском првенству, Колумбија је учествовала на Копа Америци 1991. године. Групну фазу су завршили на првом мјесту, испред Бразила; док су у завршној рунди, у којој су четири репрезентације играле по лигашком једнокружном систему завршили на четвртом мјесту. На Копа Америци 1993. опет су групу завршили на првом мјесту, овога пута испред Аргентине. У четвртфиналу савладан је Уругвај 5:3 након пенала; док су у полуфиналу поражени од Аргентине 6:5, такође након извођења пенала. У мечу за треће мјесто савладали су са 1:0 Еквадор.
Квалификације за Свјетско првенство 1994. Колумбија је завршила на првом мјесту у групи, испред Аргентине и директно се пласирала на Свјетско првенство. У току квалификација, Колумбија је остварила највећу побједу у историји — савладана је Аргентина у Буенос Аиресу резултатом од 0:5. На Свјетском првенству, Колумбија је из другог шешира жријебана у групу са Сједињеним Америчким Државама, Румунијом и Швајцарском. У првом мечу поражени су од Румуније; потом је услиједио и пораз од 2:1 од домаћина турнира САД-а, док су у посљедњем мечу ремизирали са Швајцарском и групу су завршили на посљедњем мјесту. Прву фазу Копа Америке 1995. завршили су други у групи, са по једном побједом, ремијем и поразом; у четвртфиналу савладали су Парагвај 5:4 након пенала, док су поново елиминисани у полуфиналу, од Уругваја 2:0. Копа Америку завршили су на трећем мјесту, побједом 4:1 против Сједињених Америчких Држава. На Копа Америци 1997. Колумбија је групну фазу завршила на трећем мјесту и пласирала се у четвртфинале као друга од три трећепласиране репрезентације. У четвртфиналу поражени су од Боливије 2:1 и тако се након три успјешна првенства нису пласирали међу четири најбоље репрезентације.
Квалификације за Свјетско првенство 1998. окончали су на трећем мјесту, са 28 бодова изборивши тако пласман на своје треће узастопно свјетско првенство. На првенству, Колумбија је из трећег шешира извучена у групу с Румунијом, Енглеском и Тунисом. У првом мечу Колумбија је поражена 1:0 од Румуније, док је идентичним резултатом у другом колу савладала репрезентацију Туниса. У посљедњем мечу Колумбија је поражена од Енглеске са 2:0 и заузела је посљедње мјесто у групи. На Копа Америци 1999. Колумбија је са све три побједе заузела прво мјесто у групи Ц; међутим испали су у четвртфиналу од Чилеа 3:2.

### 2001: Копа Америка
Копа Америка је 2001. по први пут одржана у Колумбији. Прије турнира, одржан је састанак, на којем су челни људи КОНМЕБОЛ-а изразили забринутост због безбједносне ситуације у Колумбији и првобитно су отказали турнир (1. јула), само десет дана прије званичног почетка. Међутим, пет дана касније ипак је одлучено да постоје безбједносни услови да се турнир одржи. Како је Фудбалска репрезентација Канаде већ напустила свој тренинг камп и послала играче кући, умјесто ње на турниру је учествовала селекција Костарике. Након Канађана од такмичења је одустала и селекција Аргентине (због тврдњи да је њиховим играчима пријећено смрћу), а умјесто њих заиграла је селекција Хондураса. Током самог такмичења није било никаквих безбједносних инцидената. Колумбија је била у групи са Чилеом, Еквадором и Венецуелом и остварила је све три побједе, без примљеног гола. У четвртфиналу Колумбија је савладала Перу 3:0; у полуфиналу су са 2:0 били бољи од Хондураса, док су у финалу побиједили Мексико резултатом 1:0. Једини гол у финалном мечу постигао је Иван Кордоба у 65 минуту. Колумбија је тако освојила Копа Америку по први пут, поставивши нови рекорд, остварили су све побједе и нису примили ниједан гол.

### 2002—2010: без Свјетског првенства
Након историјског успјеха и освајања Копа Америке, Колумбија се мучила у квалификацијама за Свјетско првенство 2002. Након почетна два ремија, у трећем колу савладали су Венецуелу 3:0. Након осмог кола имали су само један пораз, од Аргентине; међутим, у наредних десет утакмица остварили су укупно три побједе и квалификације су завршили на шестом мјесту, с истим бројем бодова као и Уругвај, који је отишао у бараж због боље гол-разлике. Захваљујући освајању Копа Америке 2001, Колумбија се квалификовала за Куп конфедерација 2003. Колумбија је у групи била с Француском, Јапаном и Новим Зеландом. У првом мечу Колумбија је поражена од Француске 1:0, голом Тијерија Анрија из пенала у 39. минуту. У другом мечу Колумбија је савладала Нови Зеланд 3:1, док су у посљедњем мечу групе побиједили Јапан 1:0, голом Ђованија Ернандеза и Колумбија је прошла у полуфинале. У полуфиналу, Колумбија је поражена од Камеруна 1:0. У мечу за треће мјесто, Колумбија је поражена од Турске 2:1. Турска је повела голом Салија Тунчаја у другом минуту, изједначио је Ернандез у 63 минуту, док је побједу Турској донио Окан Јилмаз у 86. минуту. На Копа Америци 2004, Колумбија је завршила прва у својој групи. У четвртфиналу Колумбија је савладала Костарику 2:0, док је у полуфиналу изгубила од Аргентине 3:0. У мечу за треће мјесто Колумбија је поражена од Уругваја 2:1.
Квалификације за Свјетско првенство 2006 Колумбија је почела са три пораза и ремијем у прва четири меча. У наставку су играли промјењиво и квалификације су завршили поново на шестом мјесту, са по шест побједа, ремија и пораза; бод иза Уругваја, који је изборио бараж. Колумбија је нови неуспјех доживјела на Копа Америци 2007, гдје нису успјели да прођу групну фазу. У првом мечу Колумбија је поражена 5:0 од Парагваја, у другом мечу поражена је 4:2 од Аргентине, док је у посљедњем мечу групе Колумбија савладала Сједињене Америчке Државе 1:0.
У квалификацијама за Свјетско првенство 2010 Колумбија је опет била близу одласка на мундијал. Стартовала је са двије побједе и четири ремија, док је први пораз доживјела у седмом колу од Венецуеле. У наставку квалификација забиљежили су четири побједе, реми и шест пораза; завршили су квалификације на седмом мјесту, бод иза петопласираног Уругваја, који је још једном изборио бараж.

### 2010—данас: ново златно доба
Групну фазу на Копа Америци 2011 завршили су на првом мјесту, испред Аргентине; међутим, у четвртфиналу су поражени од Перуа 2:0 након продужетака. Након пропуштена три Свјетска првенства заредом, Колумбија је квалификације за Свјетско првенство 2014 почела побједом на гостовању Боливији 2:1. У наредна два меча кући освојили су један бод, али су затим знатно боље играли и квалификације завршили на другом мјесту у групи са девет побједа, три ремија и четири пораза и пласирала се на Свјетско првенство. На Свјетском првенству, Колумбија је била у групи са Грчком, Обалом Слоноваче и Јапаном. У првом мечу, Колумбија је савладала Грчку 3:0, головима Пабла Армера, Теофила Гутијереза и Хамеса Родригеза. У другом колу, Колумбија је била боља од Обале Слоноваче 2:1, головима Хамеса Родригеза и Хуана Фернанда Кинтера; у посљедњем колу савладали су Јапан 4:1, са два гола Хаксона Мартинеза и по једним голом Хамеса Родригеза и Хуана Квадрада и с максималним учинком пласирали се у осмину финала. У осмини финала, Колумбија је са два гола Хамеса Родригеза савладала Уругвај. У четвртфиналу Колумбија је поражена 2:1 од Бразила, једини гол за Колумбијце постигао је Хамес Родригез, који је са шест голова био најбољи стријелац првенства; такође је добио и награду за најбољи гол на првенству. Колумбија је добила награду за фер плеј, док је Хамес Родригез изабран у најбољи тим турнира.
Након четири године, Копа Америка 2015. одржана је у Чилеу. Колумбија је из другог шешира извучена у групи са Бразилом, Перуом и Венецуелом. У првом мечу поражени су од Венецуеле 1:0, док су идентичним резултатом у другом мечу савладали Бразил, голом Муриља. У посљедњем мечу групе, ремизирали су 0:0 с Перуом и групу су завршили на трећем мјесту. У поретку трећепласираних екипа из три групе, Колумбија је заузела друго мјесто и изборила пласман у четвртфинале, гдје је поражена од Аргентине 5:4 након пенала; у регуларном дијелу било је 0:0. Штопер Колумбије, Хејсон Муриљо проглашен је за најбољег младог фудбалера турнира; такође је изабран у идеалну поставу турнира. На мечу другог кола против Бразила, Нејмар је лоптом погодио Пабла Армера, након чега је покушао главом да удари Муриља. Нападач Колумбије, Карлос Бака гурнуо је Нејмара због чега су обојица добила црвени картон; Бака је суспендован два меча, а Нејмар четири.
У фебруару 2012, КОНКАКАФ и КОНМЕБОЛ су договорили ванредно издање Копа Америке 2016. године, у част прославе стогодишњице. Колумбија је из другог шешира извучена у групи са Сједињеним Америчким Државама, Костариком и Парагвајем. Колумбија је побиједила САД и Парагвај, док је у посљедњем мечу групе изгубила од Костарике 3:2 и пласирала се у четвртфинале са другог мјеста. У четвртфиналу, Колумбија је савладала Перу 4:2 након пенала, док је у полуфиналу поражена од Чилеа 2:0. У мечу за треће мјесто, Колумбија је била боља од САД-а 1:0, голом Карлоса Баке.
Упоредо са Копа Америком, Колумбија је играла квалификације за Свјетско првенство 2018. Квалификације је играла промјењиво, у посљедња четири меча остварила је три ремија и пораз, али је успјела да се пласира на своје шесто Свјетско првенство захваљујући поразу Чилеа од Бразила 3:0 у посљедњем колу. Колумбија је квалификације завршила на четвртом мјесту, бод испред Перуа и Чилеа. На жријебу одржаном 1. децембра 2017. године, одлучено је да Колумбија у групној фази игра у групи Х, са Пољском, Јапаном и Сенегалом. Сматрана је првим фаворитом групе, али је првенство почела неочекиваним поразом 2:1 од Јапана, на утакмици у којој је Карлос Санчез добио црвени картон већ у трећем минуту, када је руком зауставио шут према голу Колумбије. У другој утакмици убједљиво је побиједила Пољску 3:0, голове су постигли Јери Мина, Радамел Фалкао и Хуан Куадрадо; Пољска је тако изгубила шансе за пролаз даље, док је селектор Колумбије Хосе Пекерман, побједу посвијетио Карлосу Санчезу. У Трећем, последњем колу, побиједила је Сенегал 1:0 и пласирала се у осмину финала са првог мјеста. У осмини финала, 3. јула играла је против Енглеске; утакмица је завршена 1:1 у регуларном дијелу, док је на пенале Енглеска тријумфовала 4:3. Судија утакмице, Марк Гајгер, критикован је и од стране Колумбије и Енглеске. Капитен Колумбије, Радамел Фалкао и селектор — Хосе Пекерман, оптужили су Гајгера да је фаворизовао Енглеску током утакмице. Дијего Марадона тврдио је да је Енглески жа била фаворизована, досуђени пенал је назвао ужасном одлуком, додавши да је судија побиједио утакмицу за Енглеску и да је Колумбија жртва "монументалне крађе". Као одговор Марадони, ФИФА је истакла да су његови коментари неумјесни и нагађања око судије потпуно неутемељена. Марадона се извинио ФИФИ и њеном предсједнику, истакавши да су неке ствари које је рекао биле неприхватљиве. Жозе Мурињо, такође је критиковао енглески тим, назвавши њихову игру театралном, и истакавши да је судија допринио побједи.

## Рекорди фудбалера
Активни фудбалери су подебљани:

### Највише одиграних утакмица
| #   | Фудбалер          | Репрезентативна каријера | Број утакмица | Број голова |
| --- | ----------------- | ------------------------ | ------------- | ----------- |
| 1.  | Карлос Валдерама  | 1985—1998.               | 111           | 11          |
| 2.  | Давид Оспина      | 2007—                    | 105           | 0           |
| 3.  | Марио Јепес       | 1999—2014.               | 102           | 6           |
| 4.  | Леонел Алварез    | 1985—1997.               | 101           | 1           |
| 5.  | Хуан Куадрадо     | 2010—                    | 94            | 8           |
| 6.  | Радамел Фалкао    | 2007—                    | 91            | 35          |
| 7.  | Карлос Санчез     | 2007—2018.               | 88            | 0           |
| 8.  | Фреди Ринкон      | 1990—2001.               | 84            | 17          |
| 9.  | Хамес Родригез    | 2011—                    | 80            | 23          |
| 10. | Луис Карлос Переа | 1987—1994.               | 78            | 2           |

### Голмани са највише наступа
| #  | Фудбалер       | Репрезентативна каријера | Број утакмица | Број голова |
| -- | -------------- | ------------------------ | ------------- | ----------- |
| 1. | Давид Оспина   | 2007—                    | 105           | 0           |
| 2. | Оскар Кордоба  | 1993—2006.               | 73            | 0           |
| 3. | Рене Игуита    | 1987—1999.               | 68            | 3           |
| 4. | Мигел Калеро   | 1995—2009.               | 51            | 0           |
| 4. | Фарид Модрагон | 1993—2014.               | 51            | 0           |

### Најбољи стријелци
| #  | Фудбалер           | Репрезентативна каријера | Број голова | Број утакмица | Просјечно |
| -- | ------------------ | ------------------------ | ----------- | ------------- | --------- |
| 1. | Радамел Фалкао     | 2007—0                   | 35          | 91            | 0,385     |
| 2. | Арналдо Игуаран    | 1979—1993.               | 25          | 68            | 0,368     |
| 3. | Хамес Родригез     | 2011—0                   | 23          | 80            | 288       |
| 4. | Фаустино Асприља   | 1993—2001.               | 20          | 57            | 0,351     |
| 5. | Фреди Ринкон       | 1990—2001.               | 17          | 84            | 0,202     |
| 6. | Карлос Бака        | 2010—0                   | 16          | 52            | 0,308     |
| 7. | Теофило Гутијерез  | 2009—0                   | 15          | 51            | 0,294     |
| 7. | Виктор Аристизабал | 1993—2003.               | 15          | 66            | 0,227     |
| 8. | Адолфо Валенсија   | 1992—1998.               | 14          | 37            | 0,378     |
| 9. | Иван Валенсијано   | 1991—2000.               | 13          | 29            | 0,448     |
| 9. | Антони де Авила    | 1983—1998.               | 13          | 54            | 0,241     |

## Дресови
|  |  |  |

## Резултати на такмичењима
*Ремији укључују мечеве у нокаут фази који су одлучени након пенала.
**Златна боја означава побједу на првенству.
***Црвена боја означава домаћина.

### Свјетско првенство
Прваци    Другопласирани    Трећепласирани    Четвртопласирани  
| Резултати на Свјетском првенству | Резултати на Свјетском првенству | Резултати на Свјетском првенству | Резултати на Свјетском првенству | Резултати на Свјетском првенству | Резултати на Свјетском првенству | Резултати на Свјетском првенству | Резултати на Свјетском првенству | Резултати на Свјетском првенству | Резултати у квалификацијама за Свјетско првенство | Резултати у квалификацијама за Свјетско првенство | Резултати у квалификацијама за Свјетско првенство | Резултати у квалификацијама за Свјетско првенство | Резултати у квалификацијама за Свјетско првенство | Резултати у квалификацијама за Свјетско првенство |
| Година                           | Коло                             | Позиција                         | И                                | П                                | Н*                               | ПР                               | ДГ                               | ПГ                               | И                                                 | П                                                 | Н*                                                | И                                                 | ДГ                                                | ПГ                                                |
| -------------------------------- | -------------------------------- | -------------------------------- | -------------------------------- | -------------------------------- | -------------------------------- | -------------------------------- | -------------------------------- | -------------------------------- | ------------------------------------------------- | ------------------------------------------------- | ------------------------------------------------- | ------------------------------------------------- | ------------------------------------------------- | ------------------------------------------------- |
| 1930.                            | Није постојала                   | Није постојала                   | Није постојала                   | Није постојала                   | Није постојала                   | Није постојала                   | Није постојала                   | Није постојала                   | —                                                 | —                                                 | —                                                 | —                                                 | —                                                 | —                                                 |
| 1934.                            | Није постојала                   | Није постојала                   | Није постојала                   | Није постојала                   | Није постојала                   | Није постојала                   | Није постојала                   | Није постојала                   | —                                                 | —                                                 | —                                                 | —                                                 | —                                                 | —                                                 |
| 1938.                            | Напустила првенство              | Напустила првенство              | Напустила првенство              | Напустила првенство              | Напустила првенство              | Напустила првенство              | Напустила првенство              | Напустила првенство              | —                                                 | —                                                 | —                                                 | —                                                 | —                                                 | —                                                 |
| 1950.                            | Није учествовала                 | Није учествовала                 | Није учествовала                 | Није учествовала                 | Није учествовала                 | Није учествовала                 | Није учествовала                 | Није учествовала                 | —                                                 | —                                                 | —                                                 | —                                                 | —                                                 | —                                                 |
| 1954.                            | Суспендована                     | Суспендована                     | Суспендована                     | Суспендована                     | Суспендована                     | Суспендована                     | Суспендована                     | Суспендована                     | —                                                 | —                                                 | —                                                 | —                                                 | —                                                 | —                                                 |
| 1958.                            | Није се квалификовала            | Није се квалификовала            | Није се квалификовала            | Није се квалификовала            | Није се квалификовала            | Није се квалификовала            | Није се квалификовала            | Није се квалификовала            | 4                                                 | 0                                                 | 1                                                 | 3                                                 | 3                                                 | 8                                                 |
| 1962.                            | Групна фаза                      | 14.                              | 3                                | 0                                | 1                                | 2                                | 5                                | 11                               | 2                                                 | 1                                                 | 1                                                 | 0                                                 | 2                                                 | 1                                                 |
| 1966.                            | Није се квалификовала            | Није се квалификовала            | Није се квалификовала            | Није се квалификовала            | Није се квалификовала            | Није се квалификовала            | Није се квалификовала            | Није се квалификовала            | 4                                                 | 1                                                 | 0                                                 | 3                                                 | 4                                                 | 10                                                |
| 1970.                            | Није се квалификовала            | Није се квалификовала            | Није се квалификовала            | Није се квалификовала            | Није се квалификовала            | Није се квалификовала            | Није се квалификовала            | Није се квалификовала            | 6                                                 | 1                                                 | 1                                                 | 4                                                 | 7                                                 | 12                                                |
| 1974.                            | Није се квалификовала            | Није се квалификовала            | Није се квалификовала            | Није се квалификовала            | Није се квалификовала            | Није се квалификовала            | Није се квалификовала            | Није се квалификовала            | 4                                                 | 1                                                 | 3                                                 | 0                                                 | 3                                                 | 2                                                 |
| 1978.                            | Није се квалификовала            | Није се квалификовала            | Није се квалификовала            | Није се квалификовала            | Није се квалификовала            | Није се квалификовала            | Није се квалификовала            | Није се квалификовала            | 4                                                 | 0                                                 | 2                                                 | 2                                                 | 1                                                 | 8                                                 |
| 1982.                            | Није се квалификовала            | Није се квалификовала            | Није се квалификовала            | Није се квалификовала            | Није се квалификовала            | Није се квалификовала            | Није се квалификовала            | Није се квалификовала            | 4                                                 | 0                                                 | 2                                                 | 2                                                 | 4                                                 | 7                                                 |
| 1986.                            | Није се квалификовала            | Није се квалификовала            | Није се квалификовала            | Није се квалификовала            | Није се квалификовала            | Није се квалификовала            | Није се квалификовала            | Није се квалификовала            | 8                                                 | 3                                                 | 2                                                 | 3                                                 | 7                                                 | 11                                                |
| 1990.                            | 1/16 финала                      | 14.                              | 4                                | 1                                | 1                                | 2                                | 4                                | 4                                | 6                                                 | 3                                                 | 2                                                 | 1                                                 | 6                                                 | 3                                                 |
| 1994.                            | Групна фаза                      | 19.                              | 3                                | 1                                | 0                                | 2                                | 4                                | 5                                | 6                                                 | 4                                                 | 2                                                 | 0                                                 | 13                                                | 2                                                 |
| 1998.                            | Групна фаза                      | 21.                              | 3                                | 1                                | 0                                | 2                                | 1                                | 3                                | 16                                                | 8                                                 | 4                                                 | 4                                                 | 23                                                | 15                                                |
| 2002.                            | Није се квалификовала            | Није се квалификовала            | Није се квалификовала            | Није се квалификовала            | Није се квалификовала            | Није се квалификовала            | Није се квалификовала            | Није се квалификовала            | 18                                                | 7                                                 | 6                                                 | 5                                                 | 20                                                | 15                                                |
| 2006.                            | Није се квалификовала            | Није се квалификовала            | Није се квалификовала            | Није се квалификовала            | Није се квалификовала            | Није се квалификовала            | Није се квалификовала            | Није се квалификовала            | 18                                                | 6                                                 | 6                                                 | 6                                                 | 24                                                | 16                                                |
| 2010.                            | Није се квалификовала            | Није се квалификовала            | Није се квалификовала            | Није се квалификовала            | Није се квалификовала            | Није се квалификовала            | Није се квалификовала            | Није се квалификовала            | 18                                                | 6                                                 | 5                                                 | 7                                                 | 22                                                | 26                                                |
| 2014.                            | Четвртфинале                     | 5.                               | 5                                | 4                                | 0                                | 1                                | 12                               | 4                                | 16                                                | 9                                                 | 3                                                 | 4                                                 | 27                                                | 13                                                |
| 2018.                            | Осмина финала                    | 9.                               | 4                                | 2                                | 1                                | 1                                | 6                                | 3                                | 18                                                | 7                                                 | 6                                                 | 5                                                 | 21                                                | 19                                                |
| 2022.                            | Није се квалификовала            | Није се квалификовала            | Није се квалификовала            | Није се квалификовала            | Није се квалификовала            | Није се квалификовала            | Није се квалификовала            | Није се квалификовала            | 18                                                | 5                                                 | 8                                                 | 5                                                 | 20                                                | 19                                                |
| Укупно                           | Четвртфинале                     | 6/22                             | 22                               | 9                                | 3                                | 10                               | 32                               | 30                               | 170                                               | 62                                                | 54                                                | 54                                                | 200                                               | 178                                               |

### Куп конфедерација
| Резултати на Купу конфедерација | Резултати на Купу конфедерација | Резултати на Купу конфедерација | Резултати на Купу конфедерација | Резултати на Купу конфедерација | Резултати на Купу конфедерација | Резултати на Купу конфедерација | Резултати на Купу конфедерација | Резултати на Купу конфедерација |
| Година                          | Коло                            | Позиција                        | И                               | П                               | Н*                              | ПР                              | ДГ                              | ПГ                              |
| ------------------------------- | ------------------------------- | ------------------------------- | ------------------------------- | ------------------------------- | ------------------------------- | ------------------------------- | ------------------------------- | ------------------------------- |
| 1992.                           | Није се квалификовала           | Није се квалификовала           | Није се квалификовала           | Није се квалификовала           | Није се квалификовала           | Није се квалификовала           | Није се квалификовала           | Није се квалификовала           |
| 1995.                           | Није се квалификовала           | Није се квалификовала           | Није се квалификовала           | Није се квалификовала           | Није се квалификовала           | Није се квалификовала           | Није се квалификовала           | Није се квалификовала           |
| 1997.                           | Није се квалификовала           | Није се квалификовала           | Није се квалификовала           | Није се квалификовала           | Није се квалификовала           | Није се квалификовала           | Није се квалификовала           | Није се квалификовала           |
| 1999.                           | Није се квалификовала           | Није се квалификовала           | Није се квалификовала           | Није се квалификовала           | Није се квалификовала           | Није се квалификовала           | Није се квалификовала           | Није се квалификовала           |
| 2001.                           | Није се квалификовала           | Није се квалификовала           | Није се квалификовала           | Није се квалификовала           | Није се квалификовала           | Није се квалификовала           | Није се квалификовала           | Није се квалификовала           |
| 2003.                           | Полуфинале                      | 4.                              | 5                               | 2                               | 0                               | 3                               | 5                               | 5                               |
| 2005.                           | Није се квалификовала           | Није се квалификовала           | Није се квалификовала           | Није се квалификовала           | Није се квалификовала           | Није се квалификовала           | Није се квалификовала           | Није се квалификовала           |
| 2009.                           | Није се квалификовала           | Није се квалификовала           | Није се квалификовала           | Није се квалификовала           | Није се квалификовала           | Није се квалификовала           | Није се квалификовала           | Није се квалификовала           |
| 2013.                           | Није се квалификовала           | Није се квалификовала           | Није се квалификовала           | Није се квалификовала           | Није се квалификовала           | Није се квалификовала           | Није се квалификовала           | Није се квалификовала           |
| 2017.                           | Није се квалификовала           | Није се квалификовала           | Није се квалификовала           | Није се квалификовала           | Није се квалификовала           | Није се квалификовала           | Није се квалификовала           | Није се квалификовала           |
| Укупно                          | Полуфинале                      | 1/10                            | 5                               | 2                               | 0                               | 3                               | 5                               | 5                               |

### Копа Америка
Прваци    Другопласирани    Трећепласирани    Четвртопласирани  
| Првенство Јужне Америке | Првенство Јужне Америке | Првенство Јужне Америке | Првенство Јужне Америке | Првенство Јужне Америке | Првенство Јужне Америке | Првенство Јужне Америке | Првенство Јужне Америке | Првенство Јужне Америке |                  |
| Година                  | Коло                    | Позиција                | И                       | П                       | Н*                      | ПР                      | ДГ                      | ПГ                      |                  |
| ----------------------- | ----------------------- | ----------------------- | ----------------------- | ----------------------- | ----------------------- | ----------------------- | ----------------------- | ----------------------- | ---------------- |
| 1916.                   | Није постојала          | Није постојала          | Није постојала          | Није постојала          | Није постојала          | Није постојала          | Није постојала          | Није постојала          |                  |
| 1917.                   | Није постојала          | Није постојала          | Није постојала          | Није постојала          | Није постојала          | Није постојала          | Није постојала          | Није постојала          |                  |
| 1919.                   | Није постојала          | Није постојала          | Није постојала          | Није постојала          | Није постојала          | Није постојала          | Није постојала          | Није постојала          |                  |
| 1920.                   | Није постојала          | Није постојала          | Није постојала          | Није постојала          | Није постојала          | Није постојала          | Није постојала          | Није постојала          |                  |
| 1921.                   | Није постојала          | Није постојала          | Није постојала          | Није постојала          | Није постојала          | Није постојала          | Није постојала          | Није постојала          |                  |
| 1922.                   | Није постојала          | Није постојала          | Није постојала          | Није постојала          | Није постојала          | Није постојала          | Није постојала          | Није постојала          |                  |
| 1923.                   | Није постојала          | Није постојала          | Није постојала          | Није постојала          | Није постојала          | Није постојала          | Није постојала          | Није постојала          |                  |
| 1924.                   | Није постојала          | Није постојала          | Није постојала          | Није постојала          | Није постојала          | Није постојала          | Није постојала          | Није постојала          |                  |
| 1925.                   | Није постојала          | Није постојала          | Није постојала          | Није постојала          | Није постојала          | Није постојала          | Није постојала          | Није постојала          |                  |
| 1926.                   | Није постојала          | Није постојала          | Није постојала          | Није постојала          | Није постојала          | Није постојала          | Није постојала          | Није постојала          |                  |
| 1927.                   | Није постојала          | Није постојала          | Није постојала          | Није постојала          | Није постојала          | Није постојала          | Није постојала          | Није постојала          |                  |
| 1929.                   | Није постојала          | Није постојала          | Није постојала          | Није постојала          | Није постојала          | Није постојала          | Није постојала          | Није постојала          |                  |
| 1935.                   | Није постојала          | Није постојала          | Није постојала          | Није постојала          | Није постојала          | Није постојала          | Није постојала          | Није постојала          |                  |
| 1937.                   | Напустила првенство     | Напустила првенство     | Напустила првенство     | Напустила првенство     | Напустила првенство     | Напустила првенство     | Напустила првенство     | Напустила првенство     |                  |
| 1939.                   | Напустила првенство     | Напустила првенство     | Напустила првенство     | Напустила првенство     | Напустила првенство     | Напустила првенство     | Напустила првенство     | Напустила првенство     |                  |
| 1941.                   | Напустила првенство     | Напустила првенство     | Напустила првенство     | Напустила првенство     | Напустила првенство     | Напустила првенство     | Напустила првенство     | Напустила првенство     |                  |
| 1942.                   | Напустила првенство     | Напустила првенство     | Напустила првенство     | Напустила првенство     | Напустила првенство     | Напустила првенство     | Напустила првенство     | Напустила првенство     |                  |
| 1945.                   | Четвртфинале            | 5.                      | 6                       | 1                       | 1                       | 4                       | 7                       | 25                      |                  |
| 1946.                   | Напустила првенство     | Напустила првенство     | Напустила првенство     | Напустила првенство     | Напустила првенство     | Напустила првенство     | Напустила првенство     | Напустила првенство     |                  |
| 1947.                   | Четвртфинале            | 8.                      | 7                       | 0                       | 2                       | 5                       | 2                       | 19                      |                  |
| 1949.                   | Четвртфинале            | 8.                      | 7                       | 0                       | 2                       | 5                       | 4                       | 23                      |                  |
| 1953.                   | Напустила првенство     | Напустила првенство     | Напустила првенство     | Напустила првенство     | Напустила првенство     | Напустила првенство     | Напустила првенство     | Напустила првенство     |                  |
| 1955.                   | Напустила првенство     | Напустила првенство     | Напустила првенство     | Напустила првенство     | Напустила првенство     | Напустила првенство     | Напустила првенство     | Напустила првенство     |                  |
| 1956.                   | Напустила првенство     | Напустила првенство     | Напустила првенство     | Напустила првенство     | Напустила првенство     | Напустила првенство     | Напустила првенство     | Напустила првенство     |                  |
| 1957.                   | Четвртфинале            | 5.                      | 6                       | 2                       | 0                       | 4                       | 10                      | 25                      |                  |
| 1959.                   | Напустила првенство     | Напустила првенство     | Напустила првенство     | Напустила првенство     | Напустила првенство     | Напустила првенство     | Напустила првенство     | Напустила првенство     |                  |
| 1959.                   | Напустила првенство     | Напустила првенство     | Напустила првенство     | Напустила првенство     | Напустила првенство     | Напустила првенство     | Напустила првенство     | Напустила првенство     |                  |
| 1963.                   | Четвртфинале            | 7.                      | 6                       | 0                       | 1                       | 5                       | 10                      | 19                      |                  |
| 1967.                   | Није се квалификовала   | Није се квалификовала   | Није се квалификовала   | Није се квалификовала   | Није се квалификовала   | Није се квалификовала   | Није се квалификовала   | Није се квалификовала   |                  |
| Копа Америка            |                         |                         |                         |                         |                         |                         |                         |                         |                  |
| 1975.                   | Финале                  | 2.                      | 9                       | 6                       | 0                       | 3                       | 11                      | 5                       |                  |
| 1979.                   | Групна фаза             | 5.                      | 4                       | 2                       | 1                       | 1                       | 5                       | 2                       |                  |
| 1983.                   | Групна фаза             | 7.                      | 4                       | 1                       | 2                       | 1                       | 5                       | 5                       |                  |
| 1987.                   | Полуфинале              | 3.                      | 4                       | 3                       | 0                       | 1                       | 8                       | 3                       |                  |
| 1989.                   | Групна фаза             | 6.                      | 4                       | 1                       | 2                       | 1                       | 5                       | 4                       |                  |
| 1991.                   | Полуфинале              | 4.                      | 7                       | 2                       | 2                       | 3                       | 5                       | 6                       |                  |
| 1993.                   | Полуфинале              | 3.                      | 6                       | 3                       | 2                       | 1                       | 6                       | 4                       |                  |
| 1995.                   | Полуфинале              | 3.                      | 6                       | 3                       | 1                       | 2                       | 7                       | 8                       |                  |
| 1997.                   | Четвртфинале            | 8.                      | 4                       | 1                       | 0                       | 3                       | 6                       | 7                       |                  |
| 1999.                   | Четвртфинале            | 5.                      | 4                       | 3                       | 0                       | 1                       | 8                       | 4                       |                  |
| 2001.                   | Првак                   | 1.                      | 6                       | 6                       | 0                       | 0                       | 11                      | 0                       |                  |
| 2004.                   | Полуфинале              | 4.                      | 6                       | 3                       | 1                       | 2                       | 7                       | 7                       |                  |
| 2007.                   | Групна фаза             | 9.                      | 3                       | 1                       | 0                       | 2                       | 3                       | 9                       |                  |
| 2011.                   | Четвртфинале            | 6.                      | 4                       | 2                       | 1                       | 1                       | 3                       | 2                       |                  |
| 2015.                   | Четвртфинале            | 6.                      | 4                       | 1                       | 2                       | 1                       | 1                       | 1                       |                  |
| 2016.                   | Полуфинале              | 3.                      | 6                       | 3                       | 1                       | 2                       | 7                       | 6                       |                  |
| 2019.                   | Четвртфинале            | 5.                      | 4                       | 3                       | 1                       | 0                       | 4                       | 0                       |                  |
| 2021.                   | Квалификовала се        | Квалификовала се        | Квалификовала се        | Квалификовала се        | Квалификовала се        | Квалификовала се        | Квалификовала се        | Квалификовала се        | Квалификовала се |
| 2024.                   | Квалификовала се        | Квалификовала се        | Квалификовала се        | Квалификовала се        | Квалификовала се        | Квалификовала се        | Квалификовала се        | Квалификовала се        | Квалификовала се |
| Укупно                  | 1. титула               | 22/46                   | 117                     | 47                      | 22                      | 48                      | 135                     | 184                     |                  |

## Успјеси
- Свјетско првенство
  - Фер плеј награда (1): 2014.
- Куп конфедерација
  - Четврто мјесто (1): 2003.
- Првенство Јужне Америке / Копа Америка
  - Прваци (1): 2001.
  - Друго мјесто (1): 1975.
  - Треће мјесто (4): 1987, 1993, 1995, 2016.
  - Четврто мјесто (2): 1991, 2004.
- КОНКАКАФ златни куп
  - Друго мјесто (1): 2000.
  - Треће мјесто (1): 2005.
- Централноамеричке и Карипске игре 
  - Побједници (1): 1946.
  - Треће мјесто (1): 1938.

## Састав Колумбије
Састав тима за Свјетско првенство 2018.
Подаци ажурирани 4. јула 2018, након утакмице са Енглеском:
| Име                      | Датум рођења  | Број наступа | Број голова | Клуб              |         |         |
| Голмани                  | Голмани       | Голмани      | Голмани     | Голмани           | Голмани | Голмани |
| ------------------------ | ------------- | ------------ | ----------- | ----------------- | ------- | ------- |
| Давид Оспина             | 31. 8. 1988.  | 90           | 0           | Наполи            |         |         |
| Камило Варгас            | 9. 3. 1989.   | 5            | 0           | Депортиво Кали    |         |         |
| Хозе Варгас              | 1. 6. 1985.   | 1            | 0           | Онсе Калдас       |         |         |
| Одбрамбени фудбалери     |               |              |             |                   |         |         |
| Кристијан Запата         | 30. 9. 1986.  | 56           | 2           | Милан             |         |         |
| Оскар Муриљо             | 18. 4. 1988.  | 14           | 0           | Пачука            |         |         |
| Сантјаго Аријас          | 13. 2. 1992.  | 45           | 0           | Атлетико Мадрид   |         |         |
| Јери Мина                | 23. 9. 1994.  | 15           | 6           | Евертон           |         |         |
| Јоан Мохика              | 21. 8. 1991.  | 8            | 1           | Ђирона            |         |         |
| Фарид Дијаз              | 20. 7. 1983.  | 13           | 0           | Олимпија Асунсион |         |         |
| Давинсон Санчез          | 12. 6. 1996.  | 13           | 0           | Тотенхем          |         |         |
| Фудбалери средине терена |               |              |             |                   |         |         |
| Вилмер Бариос            | 16. 10. 1993. | 13           | 0           | Бока Јуниорс      |         |         |
| Карлос Санчез            | 6. 2. 1986.   | 88           | 0           | Вест Хем јунајтед |         |         |
| Абел Енрике Агвилар      | 6. 1. 1985.   | 71           | 7           | Депортиво Кали    |         |         |
| Хамес Родригез           | 12. 7. 1991.  | 66           | 21          | Бајерн Минхен     |         |         |
| Хуан Куадрадо            | 26. 5. 1988.  | 74           | 8           | Јувентус          |         |         |
| Матеус Урибе             | 21. 3. 1991.  | 11           | 0           | Клуб Америка      |         |         |
| Џеферсон Лерма           | 25. 10. 1994. | 9            | 0           | Борнмут           |         |         |
| Фернандо Квинтеро        | 18. 1. 1993.  | 19           | 3           | Ривер Плејт       |         |         |
| Нападачи                 |               |              |             |                   |         |         |
| Карлос Бака              | 8. 9. 1986.   | 48           | 14          | Виљареал          |         |         |
| Радамел Фалкао           | 10. 2. 1986.  | 77           | 30          | Монако            |         |         |
| Луис Муријел             | 16. 4. 1991.  | 20           | 2           | Севиља            |         |         |
| Мигел Борха              | 26. 1. 1993.  | 8            | 2           | Палмеирас         |         |         |
| Хозе Искиердо            | 7. 7. 1992.   | 6            | 1           | Брајтон и Хоув    |         |         |

## Селектори
Списак селектора Колумбије од њиховог првог меча 1938:
| #   | Селектори Колумбије од 1938. | Од                 | До                  |
| --- | ---------------------------- | ------------------ | ------------------- |
| 1.  | Алфонсо Новоа                | 10. фебруар 1938.  | 23. фебруар 1938.   |
| 2.  | Фернандо Патерностер         | 8. август 1938.    | 21. август 1938.    |
| 3.  | Роберто Мелендез             | 21. јануар 1945.   | 21. фебруар 1945.   |
| 4.  | Хосе Арана Круз              | 9. децембар 1946.  | 20. децембар 1946.  |
| 5.  | Лино Тајоли                  | 2. децембар 1947.  | 29. децембар 1947.  |
| 6.  | Фридрих Доненфелд            | 3. април 1949.     | 11. мај 1949.       |
| 7.  | Педро Рикардо Лопез          | 16. март 1957.     | 1. април 1957.      |
| 8.  | Родолфо Орландини            | 16. јун 1957.      | 7. јул 1957.        |
| 9.  | Адолфо Педернера             | 5. фебруар 1961.   | 7. јун 1962.        |
| 10. | Габријел Очоа Урибе          | 10. март 1963.     | 31. март 1963.      |
| 11. | Ефраин Санчез                | 1. септембар 1963. | 4. септембар 1963.  |
| 12. | Антонио Хулио де ла Оз       | 20. јун 1965.      | 7. август 1965.     |
| 13. | Сезар Лопез Фретез           | 30. новембар 1966. | 11. децембар 1966.  |
| 14. | Франсиско Зулуага            | 16. октобар 1968.  | 24. август 1969.    |
| 15. | Сезар Лопез Фретез           | 20. мај 1970.      | 20. мај 1970.       |
| 16. | Тоза Веселиновић             | 29. март 1972.     | 5. јул 1973.        |
| 17. | Ефраин Санчез                | 20. јул 1975.      | 28. октобар 1975.   |
| 18. | Благоје Видинић              | 15. октобар 1976.  | 5. септембар 1979   |
| 19. | Карлос Билардо               | 5. јануар 1980.    | 13. септембар 1981. |
| 20. | Ефраин Санчез                | 14. фебруар 1983.  | 11. октобар 1984.   |
| 21. | Габријел Очоа Урибе          | 1. фебруар 1985.   | 3. новембар 1985.   |
| 22. | Франсиско Матурана           | 11. јун 1987.      | 23. јун 1990.       |
| 23. | Луис Аугусто Гарсија         | 29. јануар 1991.   | 21. јул 1991.       |
| 24. | Умберто Ортиз                | 8. јул 1992.       | 2. август 1992.     |
| 25. | Франсиско Матурана           | 24. фебруар 1993.  | 26. октобар 1994.   |
| 26. | Ернан Дарио Гомез            | 31. јануар 1995.   | 26. јун 1998.       |
| 27. | Хавијер Алварез              | 9. фебруар 1999.   | 19. новембар 1999   |
| 28. | Луис Аугусто Гарсија         | 12. фебруар 2000.  | 24. април 2001.     |
| 29. | Франсиско Матурана           | 3. јун 2001.       | 14. новембар 2001.  |
| 30. | Реиналдо Руеда               | 7. мај 2002.       | 12. мај 2002.       |
| 31. | Франсиско Матурана           | 20. новембар 2002. | 29. новембар 2003.  |
| 32. | Реиналдо Руеда               | 18. фебруар 2004.  | 12. октобар 2006.   |
| 33. | Хорхе Луис Пинто             | 1. јануар 2007.    | 1. септембар 2008.  |
| 34. | Едуардо Лара                 | 1. септембар 2008. | 1. новембар 2009.   |
| 35. | Ернан Дарио Гомез            | 4. мај 2010.       | 22. септембар 2011. |
| 36. | Леонел Алварез               | 25. август 2011.   | 14. децембар 2011.  |
| 37. | Хосе Пекерман                | 4. јануар 2012.    | 4. септембар 2018.  |
| 38. | Артуро Рејес                 | 1. септембар 2018. | 31. октобар 2018.   |
| 39. | Карлос Кеирос                | 7. фебруар 2019.   | 2. децембар 2020.   |
| 40. | Реиналдо Руеда               | 14. јануар 2021.   | данас               |